# Panda Bear
Noah Lennox (nacido el 17 de julio de 1978 en Charlottesville, Virginia, Estados Unidos) conocido profesionalmente como Panda Bear, es un músico experimental y miembro fundador de Animal Collective.

## Juventud
Lennox creció en el Roland Park de Baltimore, Maryland, y fue al instituto en Pensilvania. De niño y adolescente practicaba deportes, principalmente futbol y baloncesto. También estudió piano hasta los ocho años, después violonchelo y posteriormente cantó en el coro de cámara de su instituto.
Lennox fue brevemente a la Universidad de Boston donde se matriculó en Religión por su interés en "el concepto de Dios".  Aunque él y su familia nunca han sido muy religiosos, Lennox intenta llevar una "vida conscientemente espiritual".  Durante su estancia en la Universidad, Lennox participó en tres cortometrajes realizados por estudiantes: Fish Sticks y Fecal Matters, ambos dirigidos por Andrew Drazek; yHappy Halloween, dirigido por Black Nasty.

## Trayectoria musical

### Animal Collective
Como adolescente, Lennox comienza a escuchar música electrónica de distintos estilos como house y techno y artistas como Aphex Twin, los cuales se convierten en una enorme influencia en su posteriores trabajos.  Toca y graba música (sólo y con amigos). Lennox comenzó a usar el pseudónimo de "Panda Bear" por los osos panda que dibujaba en las carátulas de sus primeras grabaciones.
Lennox entabló amistad con Deakin (Josh Dibb) desde segundo curso.  Deakin presentó a Lennox a sus amigos del instituto Avey Tare (Dave Portner) y Geologist (Brian Weitz). Durante años, los cuatro intercambiaron grabaciones caseras, compartieron ideas sobre música y tocaron en grupo en diferentes configuraciones. Lennox, junto con Deakin se mudó a Nueva York en 2000. La banda se hizo más colaborativa y finalmente se pusieron el nombre "Animal Collective".  Noah Lennox yAvey Tare son los únicos miembros que han contribuido en todas las publicaciones de la banda.
Además de cantar en las actuaciones de Animal Collective, Lennox toca la batería y ocasionalmente la guitarra. (Cita a Stewart Copeland como su mayor influencia en su estilo de baterista.)  Desde de las publicaciones de Panda Bear y Animal Collective de 2007 (Person Pitch y Strawberry Jam), se focalizó más en el uso de samplers y otros instrumentos electrónicos en sus directos.

### Trabajo como solista
El disco de debut de Noah Lennox Panda Bear se publicó en 1998 en Soccer Star Records. Tras centrarse más en las grabaciones y directos de Animal Collective, presentó Young Prayer en 2004 y Person Pitch en 2007. 'Young Prayer' es un disco que fue grabado en la pieza de hospital donde el padre de Noah estaba internado antes de morir, siendo uno de sus trabajos más intimos y personales, y donde prima la rusticidad de los elementos, sin perder nunca la intensidad emocional. Hay un uso primordial de las guitarras y juegos e improvisaciones vocales en vivo.
Por otro lado, 'Person Pitch' se convirtió en uno de los álbumes independientes más aclamados del año 2007, recibiendo muy buenas críticas de la prensa especializada y llamando mucho la atención por el estilo psicodélico de sus canciones y el particular uso de sampleos que se hacen en él. En el disco se incluyen samples de artistas tales como Cat Stevens, Enya, Lee 'Scratch' Perry, Kraftwerk, Scott Walker, entre muchos otros. En este disco se incluyen la canción 'Bros' (una catártica canción de 12 minutos y medio que, a pesar de su duración, se convirtió en una de las canciones emblema de Panda Bear), 'I'm Not' (con un sampleo de una canción medieval gótica) y 'Take Pills' (una canción cuya letra hace alusión a la postura de Panda Bear sobre los antidepresivos).
El cuarto álbum de Noah Lennox en solitario, Tomboy estaba previsto para publicarse en septiembre de 2010. El disco "Tomboy", del año 2011, estilísticamente se aleja del uso de sample y loops tan marcado en su disco anterior y se da paso a una estructura de composición más clásica (es decir, con coros, estribillos, puentes, etc) pero sin dejar de lado esta 'deconstruccion' musical pues se juega mucho con estas leyes y en algunas canciones este modelo es inexistente. En el disco también se aprecia el interés de Panda Bear por trabajar con baterías más fuertes y beats relativamente cercanos al hiphop ('Slow Motion', 'Tomboy' o 'Last Night at the Jetty'), sin dejar de lado las voces etéreas (con un gran uso de reverb y delays) y las atmósferas nebulosas que se han vuelto características de su sonido. Además -en cuanto a los tópicos- algunas canciones del disco están inspiradas en el interés de Noah por los deportes urbanos tales como el skate (deporte que Panda Bear practica) y el surf ('Surfer's Hymn') y otros más tradicionales como el fútbol (con la canción 'Benfica' donde se escuchan cánticos de hinchas de futbol, siendo la canción una especie de homenaje al equipo portugués). También, en este disco se vislumbran pequeños guiños a la música clásica ('Scheherezade'), algo en lo que se ahondará más en su siguiente disco. A pesar de que este trabajo no tuvo la repercusión mediática del anterior y muchos fanes no lo consideran en absoluto (en algunos puntos Person Pitch tiene bastantes reminiscencias al sonido de Animal Collective), 'Tomboy' es un 'puente' clave para entender lo que se hará más adelante en 'Panda Bear Meets The Grim Reaper'. 'Tomboy' fue mezclado y masterizado por Sonic Boom (Peter Kember, fundador de la banda Spacemen 3)
En septiembre de 2010 empezó a tocar material de Tomboy el 5 de diciembre de 2008 en un concierto con No Age en Miami, FL.  Durante una corta gira europea en enero de 2010 tocó material nuevo casi exclusivamente durante 3 conciertos. El 7 de marzo de 2010, una lista de canciones de gira con títulos de diez nuevas canciones se publicó en el blog de MySpace de Panda Bear. Panda Bear también ha tocado en el Primavera Sound de 2010. El sencillo "Tomboy" y la cara-b "Slow Motion" se publicaron en julio de 2010. En agosto se anunció que los sencillos "You Can Count on Me" y "Alsatian Darn" los publicaría Domino el 28 de septiembre, finalmente se anunció que se adelantarían al 19 del mismo mes.

#### Panda Bear Meets The Grim Reaper
'Panda Bear Meets The Grim Reaper' fue lanzado el 9 de enero de 2015 por Domino Records. Fue precedido por el lanzamiento del EP 'Mr Noah' (2014), cuya canción titular está incluida en el disco. La colorida portada del álbum es una especie de juego ya que Noah Lennox padece de daltonismo. En PBVSGM, Panda Bear vuelve a colaborar con Sonic Boom, quien es a la vez coproductor del disco.   
Este trabajo (que fue muy exitoso y trajo una nueva camada de fanes al productor, fuera de su nicho usual desde Animal Collective) se aprecia un trabajo musical probablemente más cercano al 'álbum conceptual' que sus discos anteriores. Las canciones que lo componen están mucho más armadas y definidas en cuanto a composición, estructura, producción, etc., hay un tratamiento distinto de las voces, pues aunque Lennox no se despega de sus reverbs usuales, en general se escuchan muchísimo más, y estilísticamente, el disco en general apela a una estética de lo 'etéreo' desde una perspectiva diferente, tratando de darle más intensidad al conjunto de elementos en vez de 'esconderlos' o difuminarlos.  Hay mucha presencia de estructuras de loops más cercanos a la electrónica ('Boys Latin', que tiene algunos elementos del Ambient y un importante juego de voces llamado hocketing), y referencias al sonido de la psicodelia más experimental o progresiva ('Mr Noah', 'Butcher Baker Candlestick Maker'). Hay también un fuerte uso de sintetizadores análogos, algo que define bastante la impronta del disco y hace que éste se desmarque de ese sonido 'sin pulir' de sus discos anteriores. 
En las letras, este disco trata tópicos importantes acerca de la vida de Lennox, como sería su visión acerca de la paternidad y la familia, la pérdida de un ser querido (en 'Tropic of Cancer', se retoma de manera sutil el duelo de Lennox tras la muerte de su padre) y su relación con la muerte. El título del álbum alude a 'The Grim Reaper', un personaje popular anglosajón que podría ser correlacionado al famoso 'Coco' o 'Cuco', en este caso representando a la muerte. También hay muchas referencias a elementos de su biografía como su vida en Portugal ('Principe Real, un barrio de Lisboa con un majestuoso parque del mismo nombre), o su rutina diaria y sus conflictos con ella (en Mr Noah, Panda Bear declara: No me quiero levantar de la cama, a menos que sienta que está justificado).
Además, Lennox, a mediados del 2015 lanza el EP 'Crosswords', con una nueva versión de la canción del mismo nombre, otra versión de 'The Preakness' (canción publicada originalmente en el disco 'Tomboy') y la versión final de 'Cosplay', un demo que había sido difundido en un mixtape hecho para un festival francés donde Panda Bear y Sonic Boom tocarían el mismo año.
El 21 de noviembre de 2017, Panda Bear anunció a través de sus redes y del Instagram de Animal Collective que lanzaría un EP de 4 canciones titulado 'A Day With The Homies'. La particularidad de este disco es que no estaría disponible en servicios de distribución y streaming como Itunes o Spotify, sino que sería creado exclusivamente para su escucha en vinilo, el cual fue lanzado el 12 de enero de 2018 a través de Domino Records. Este disco fue producido y mezclado por el mismo Noah Lennox, y aunque tiene elementos característicos de su obra (como el tratamiento de las voces y la estructura lírica), es un pequeño acercamiento al IDM y a la música 'dance' en un sentido bastante amplio. Lennox mencionó sobre las canciones: "Creo que funcionan satisfactoriamente por sí solas, pero refuerzan los mensajes de cada una combinadas. No muy a menudo encuentro algo específico en mi vida que se sienta valioso para ponerlo en una canción para el consumo de otros". En el sleeve interior del disco, Panda Bear incluyó una larga lista de códigos a vínculos de Youtube que pertenecían a los samples usados para la creación de estas canciones.
Su canción "Comfy In Nautica" aparece en la película de 2010 de ABC Earth 2100. Entre 2010 y 2013, colaboró con el duó francés, Daft Punk en la elaboración de su futuro y nuevo álbum Random Access Memories, y se puede ver en la canción "Doin' It Right".

#### Buoys
En noviembre del 2018, Panda Bear anuncia a través del Instagram de Animal Collective que lanzaría un nuevo disco llamado 'Buoys'. A través de varios medios, menciona que este disco representa un 'nuevo capítulo' en su carrera.
En 2018, Panda Bear junto con su compañero de banda Avey Tare realizan una gira mundial de aniversario del disco de Animal Collective 'Sung Tongs', disco que se destaca por su primordial uso de la guitarra acústica. El volver a la este instrumento luego de tantos años fue un catalizador para lo que serían las canciones del disco Buoys. Además de esto, fue un año de reencuentro con su amigo y productor musical de 'Sung Tongs', Rusty Santos. Este productor, luego de haber estado trabajando con artistas tan diversos como Eric Copeland de Black Dice y DJ Rashad, en ese momento se encontraba muy inmerso e interesado en la producción de estilos musicales más urbanos como el trap y el reguetón. Fue así como Rusty Santos pasó a ser el coproductor del disco, con Panda Bear mencionando que se encontraba interesado en las técnicas de producción vocal más actuales.
Fue así como en febrero del 2019 lanza el disco 'Buoys' (traducido como 'boyas') que cuenta con 11 tracks, y 3 singles, 'Dolphin', 'Token' y 'Buoys' que le da el nombre al álbum. Este disco es casi radicalmente diferente al anterior pues las atmósferas son más pequeñas y la sobreposición de capas desaparece y se vuelve a una suerte de estilo acústico, pero aún manteniendo el sonido de estudio. La voz de Panda Bear suena más limpia que nunca y también está algo procesada (incluyendo a veces autotune, y sin olvidar jamás el delay, esta vez en mucho menor medida). A pesar de esto, este disco mantiene el espíritu de la melodía que venía desarrollando en sus discos anteriores, esta vez desde una perspectiva más minimalista, y también el interés por hacer canciones 'pop' con significado. El disco también tiene uso de sintetizadores pero no son tan abarcativos e intensos como en su disco anterior, sino que están utilizados de manera más incidental y de tono granular o suave, de modo que no le quitan protagonismo a la guitarra ('Crescendo', 'Cranked'). El disco cuenta con colaboraciones de la DJ y cantante chilena Lizz y el músico portugués Dino d'Santiago.

### Otras colaboraciones musicales
Lennox también toca en el grupo Jane y Together, con Rusty Santos. También ha tocado en desfiles de moda con otros miembros de Animal Collective.
Colabora en la canción Doin' It Right de Daft Punk en su álbum Random Access Memories [2013]

## Vida personal
En 2004, Lennox se mudó de Nueva York a Lisboa, Portugal, tras visitarlo por primera vez en unas cortas vacaciones en 2003 tras una larga gira con Animal Collective. Durante las vacaciones conoció a la diseñadora de moda Fernanda Pereira. Tras visitarse mutuamente en Lisboa y Nueva York, Lennox decide mudarse a Europa porque se siente "conectado al estilo de vida europeo". Noah y Fernanda se casaron y tienen una hija y un hijo.  En 2007, él y Fernanda colaboraron en una línea de camisetas llamada 2nd Things.. Además, Lennox y Pereira colaboran mutuamente en el área de promoción gráfica de Panda Bear, siendo Fernanda quien realizó el arte y styling de algunas de las fotos de prensa de 'Panda Bear Meets The Grim Reaper', y también algunos artes de portada de su último disco, Buoys.

## Equipo musical
- Korg M3 - sintetizador workstation
- Roland SP-555 - Sampler
- Roland SP-303 - Sampler
- Elektron Octatrack - Caja de ritmos
- Teenage Engineering OP-1 - Sintetizador

## Discografía en solitario
- "A day with the homies" (12/01/2018, Domino) (EP)
- Panda Bear (1998, Soccer Star) (Album)
- Young Prayer (28 de septiembre de 2004, Paw Tracks) (Album)
- "I'm Not/Comfy in Nautica" (22 de septiembre de 2005, UUAR) (Single)
- "Bros" (4 de diciembre de 2006, Fat Cat Records) (Single)
- "Carrots" (23 de enero de 2007, Paw Tracks) (Single)
- Person Pitch (20 de marzo de 2007, Paw Tracks) (Album)
- "Take Pills" (19 de junio de 2007, Paw Tracks) (Single)
- "Tomboy" (13 de julio de 2010, Paw Tracks) (Single)
- "You Can Count on Me" (19 de octubre de 2010, Domino) (Single)
- Tomboy (previsto para otoño/invierno de 2010, Paw Tracks) (Album)
- Panda Bear Meets the Grim Reaper (9 de enero de 2015, Domino) (Album)
- Buoys (8 de febrero de 2019, Domino) (Album)
- Reset (2022, Domino) (Album)

### Remixes y Colaboraciones
- "Boneless" (remix de Notwist canción "Boneless") en "Boneless" 7" (Remix)

### Apariciones
- Canción sin título aparecida en Visionaire 53 - Sound (1 de diciembre de 2007, Visionaire Publishing, LLC)
- "Anna" en el álbum East of Eden de Taken by Trees (7 de septiembre de 2009)
- "Walkabout" en el álbum Logos de Atlas Sound (20 de octubre de 2009)
- "Stick to My Side" en el álbum Black Noise de Pantha du Prince (9 de febrero de 2010)
- "Doin it Right" en el álbum "Random Access Memories" de Daft Punk (16 de abril de 2013)

## Discografía con Jane
- Paradise, (2002, autopublicado)
- COcOnuts (2002, autopublicado, Psych-O-Path Records)
- Berserker (2005, Paw Tracks)

## Discografía con Animal Collective

### Álbumes
- Spirit They're Gone, Spirit They've Vanished (2000) - Animal
- Danse Manatee (2001) - Catsup Plate
- Hollinndagain (2002, 2006) - St. Ives, Paw Tracks
- Campfire Songs (marzo de 2003) - Catsup Plate
- Here Comes the Indian (17 de junio de 2003) - Paw Tracks
- Sung Tongs (3 de mayo de 2004) - FatCat Records
- Feels (18 de octubre de 2005) - FatCat Records
- Strawberry Jam (10 de septiembre de 2007) - Domino Records - (US #72)
- Merriweather Post Pavilion (12 de enero de) - Domino Records - (US #13, UK #26)
- ODDSAC (10 de agosto de 2010) - Plexifilm